# La gabbia dorata (film 2013)
La gabbia dorata (La jaula de oro) è un film del 2013 diretto da Diego Quemada-Diez.
Coproduzione messicano-spagnola che racconta la storia di alcuni adolescenti guatemaltechi nel loro viaggio attraverso il Messico con l'obiettivo di raggiungere gli Stati Uniti d'America. Il film mostra in modo esplicito la violenza quotidiana vissuta dalle persone che cercano di migrare verso il paese nordamericano. Il film mostra inoltre l'opera di padre Alejandro Solalinde, un prete cattolico che per il suo impegno con i migranti è stato più volte minacciato di morte da alcune organizzazioni criminali dedite al traffico di persone, armi e droga. Solalinde appare nel film come se stesso mentre accoglie i migranti nel rifugio Hermanos en el Camino, da lui fondato presso Ciudad Ixtepec, Oaxaca.

## Trama
Juan, Sara, che per sicurezza si traveste da uomo, e Samuel lasciano la loro nativa Guatemala con il sogno di raggiungere gli Stati Uniti. Poco dopo aver attraversato il confine con il Messico si unisce al gruppo Chauk, un giovane tzotzil che non parla spagnolo. Al primo imprevisto Samuel tornerà a casa, mentre Juan, Sara e Chauk proseguiranno il viaggio affrontando i continui pericoli a cui migliaia di migranti messicani e centroamericani vanno incontro. Cercheranno di superare la paura, l'ingiustizia e il dolore attraverso la solidarietà, l'amicizia e l'amore.

## Produzione
Tutte le persone che compaiono nel film sono attori non professionisti e, fatta eccezione per i protagonisti, si tratta di migranti che sono stati assunti dai produttori direttamente nei luoghi in cui è stato girato il film.

## Distribuzione
La pellicola è stata distribuita nelle sale italiane il 7 novembre 2013 dalla Parthenos.

## Riconoscimenti
- Premio Ariel 2014
  - Miglior film
  - Miglior attore a Brandon López[1]
- Premi vincitore del premio Gillo Pontecorvo (per il suo "impegno sociale, il vigore e la freschezza narrativa").
- Premio A Certain Talent per il cast nella sezione Un Certain Regard del Festival di Cannes 2013
- Vincitore del Premio del Pubblico al Festival Internazionale del Cinema di Morelia 2013.
- Premio per il miglior regista al Festival Internazionale del Cinema di Chicago.